# Aleksandar Kovačević (szachista)
Aleksandar Kovačević, cyr. Александар Ковачевић (ur. 11 lutego 1974) – serbski szachista, arcymistrz od 2000 roku.

## Kariera szachowa
Od 2000 r. należał do ścisłej czołówki jugosłowiańskich, a później serbskich szachistów. W 2001 r. zdobył w Hercegu Novim srebrny medal indywidualnych mistrzostw Jugosławii. Wielokrotnie reprezentował Jugosławię i Serbię w turniejach drużynowych, m.in.: pięciokrotnie na olimpiadach szachowych (w latach 2000, 2002, 2004, 2008, 2010) oraz dwukrotnie na drużynowych mistrzostwach Europy (w latach 2001, 2011).
Odniósł szereg sukcesów w turniejach międzynarodowych, m.in.:
- I m. w Bukareszcie (1997),
- dz. II m. w Belgradzie (2000, za Branko Damljanoviciem, wspólnie z Andrijem Zontachem),
- I m. w Salonikach (2003),
- dz. I m. w Novej Goricy (2004, wspólnie ze Zdenko Kožulem),
- dz. I m. w Lublanie (2005, wspólnie z m.in. Nenadem Fercecem i Ognjenem Jovaniciem),
- dz. II m. w Borowie (2005, za Zoranem Jovanoviciem, wspólnie z Mihajlo Stojanoviciem i Witalijem Cieszkowskim),
- I m. w Zadarze (2006),
- trzykrotnie I m. w Nowym Sadzie (2006, 2007 – mistrzostwa Wojwodiny, 2009 – turniej Turbo 3 GM),
- I m. w Starej Pazovej (2007),
- dz. I m. w Rijece (2007, wspólnie z Borisem Czatałbaszewem),
- dz. I m. w Vogošćy (2007, wspólnie z Ibro Šariciem),
- dz. I m. we Vršacu (2010, memoriał Borislava Kosticia, wspólnie z Ivanem Ivaniševiciem),
- dz. I m. w Puli (2011, wspólnie z Gergelym Antalem, Davorinem Kuljaševiiem i Dušanem Popoviciem),
- dz. I m. w Sarajewie (2013, turniej Bosna, wspólnie z Robertem Markušem i Predragiem Nikoliciem).

Najwyższy ranking w dotychczasowej karierze osiągnął 1 kwietnia 2008 r., z wynikiem 2616 punktów zajmował wówczas 3. miejsce (za Ivanem Ivaniševiciem i Draganem Šolakiem) wśród serbskich szachistów.